# État d'urgence en France
Pour les autres articles nationaux ou selon les autres juridictions, voir État d'urgence.
Ne doit pas être confondu avec État d'urgence sanitaire en droit français.
Lire en ligne

Lire sur Légifrance

L'état d'urgence est, en France, une situation spéciale, une forme d'état d'exception permettant aux autorités administratives (ministre de l’Intérieur, préfet) de prendre des mesures restreignant les libertés comme l'interdiction de la circulation ou la remise des armes à feu de certaines catégories. Les mesures les plus sévères sont les assignations à résidence, la fermeture de certains lieux, l'interdiction de manifester et les perquisitions administratives. Ainsi, il dessaisit l'autorité judiciaire de certaines de ses prérogatives.
Créé en 1955 pour faire face aux événements liés à la guerre d'Algérie, l'état d'urgence est déclaré trois fois durant cette période. Il sera à nouveau déclaré durant les émeutes de 2005 dans les banlieues, ainsi qu'entre le 14 novembre 2015 et le 1er novembre 2017 en raison des risques d'attentats. Il est déclaré en Nouvelle-Calédonie en 1985 et en 2024.

## Contexte sécuritaire de l'état d'urgence

### Lors de la guerre d’Algérie
La loi sur l'état d'urgence d'avril 1955 n'était qu'une des pièces d'un dispositif plus large, avec notamment la loi du 16 mars 1956, dite « des pouvoirs spéciaux », selon laquelle « le Gouvernement dispos[ait] en Algérie, des pouvoirs les plus étendus pour prendre toute mesure exceptionnelle commandée par les circonstances en vue du rétablissement de l'ordre, de la protection des personnes et des biens et de la sauvegarde du territoire » et qui a amené la création de nombreux camps d'internement dans les départements d'Algérie française,. Cette loi est étendue à la métropole par la loi du 26 juillet 1957, et permit notamment l'assignation à résidence dans des centres fermés, les centres d'assignation à résidence surveillée.

### À la suite des attentats terroristes de 2015

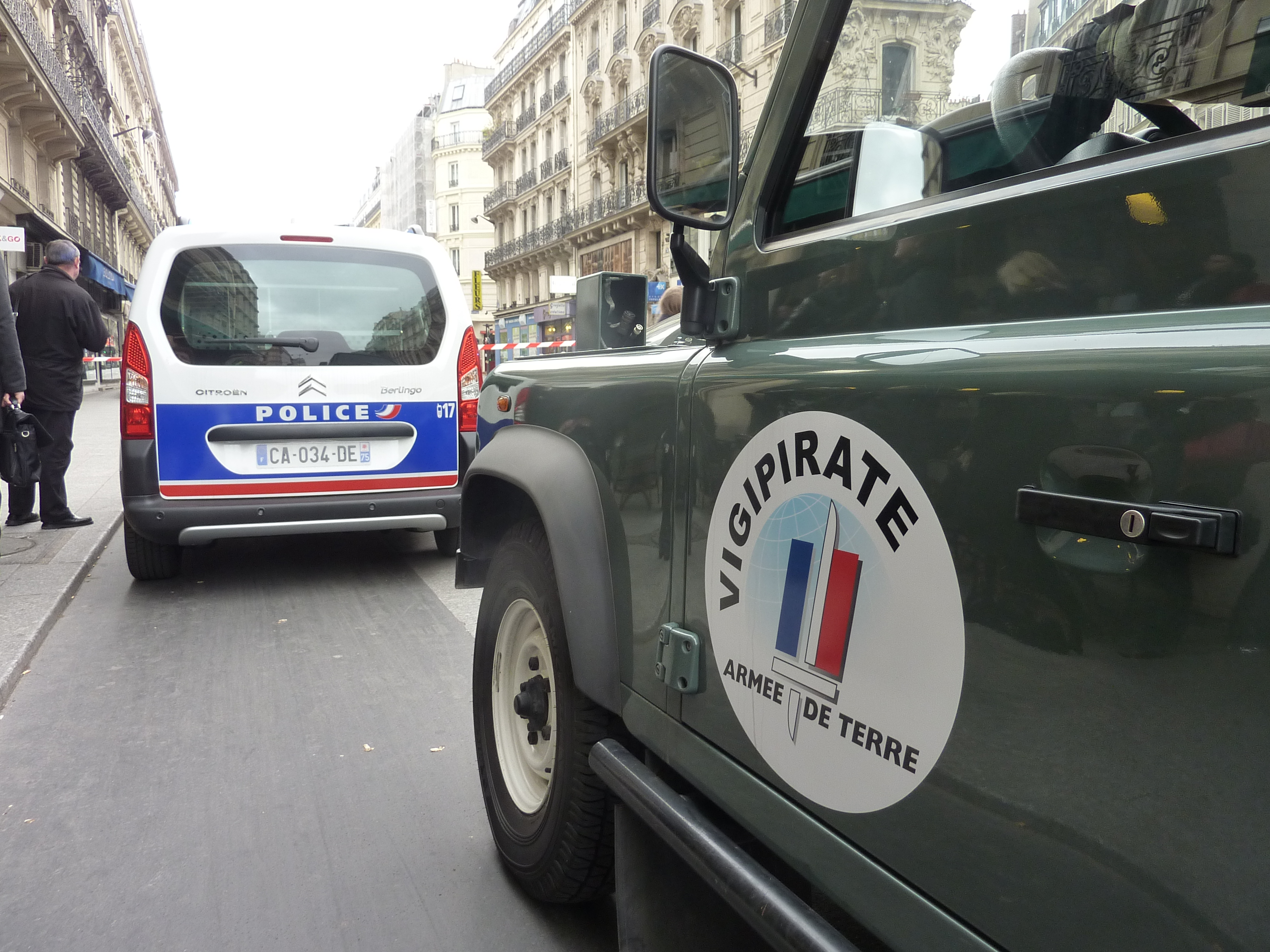
Patrouille de l'Armée de terre dans le cadre du plan Vigipirate. Contrairement à une idée reçue, la surveillance des lieux publics n'a pas de rapport avec l'état d'urgence au sens juridique du terme (photo prise en 2012).

La législation sur le terrorisme est apparue en France en 1986 et a été continuellement renforcée. Elle permet la prolongation de la garde à vue durant 144 heures, ou les perquisitions à toute heure, à la demande d'un magistrat. Cette législation a encore évolué avec la promulgation de la loi relative au renseignement en 2015 et de la loi renforçant la lutte contre le crime organisé, le terrorisme et leur financement, et améliorant l'efficacité et les garanties de la procédure pénale en juin 2016 qui prévoit la possibilité de retenue administrative pour une durée maximum de quatre heures. La loi de prorogation de l'état d'urgence de juillet 2016 signe notamment le retour de la « double peine » pour les terroristes de nationalité étrangère. En 2017, la loi renforçant la sécurité intérieure et la lutte contre le terrorisme introduit les assignations à résidence administratives, les perquisitions, après avis du juge des libertés et de la détention ainsi que les contrôles aux frontières ; ces mesures pouvant être prises exclusivement en prévention du terrorisme mais hors période d’état d’urgence. En 2021, ces mesures sont pérennisées et complétées par la loi relative à la prévention d'actes de terrorisme et au renseignement.
Le plan Vigipirate est activé depuis les attentats de 1995 avec une intensité variable et l'opération Sentinelle, opération militaire de protection des lieux sensibles est en cours depuis les attentats de janvier 2015.
À compter de novembre 2015, la prévention d'actes de terrorisme se décline en plusieurs autres dispositifs comme les contrôles aux frontières en application de l'article 25 du code frontières Schengen , prévus initialement du 13 novembre au 13 décembre 2015 dans le cadre de la réunion de la COP21, ou encore l’autorisation des policiers à porter une arme en dehors de leur service.

## Régime juridique
Il existe en France plusieurs formes d’état d'exception : pouvoirs exceptionnels au président de la République, « lorsque les institutions de la République, l’indépendance de la Nation, l’intégrité de son territoire ou l’exécution de ses engagements internationaux sont menacés d’une manière grave et immédiate et que le fonctionnement régulier des pouvoirs publics constitutionnels est interrompu », l'état de siège, « en cas de péril imminent résultant d’une guerre étrangère ou d’une insurrection armée », l’état d’urgence (loi du 3 avril 1955) et l’état d'urgence sanitaire, « en cas de catastrophe sanitaire mettant en péril, par sa nature et sa gravité, la santé de la population » créé en 2020 et abrogé en 2022.

### La loi du 3 avril 1955
La création de l'état d'urgence fait suite à la vague d'attentats perpétrés par le Front de libération nationale algérien dès novembre 1954. Sous la IVe République, les présidents du Conseil successifs, Pierre Mendès France puis Edgar Faure, souhaitaient éviter la proclamation de l'état de siège, dont le régime existe depuis 1849 et qui aurait transféré la responsabilité du maintien de l'ordre à l'armée. Il n'existe pas alors de régime juridique adapté à la guerre asymétrique. La loi du 3 avril 1955, adoptée malgré l'opposition de 255 députés de gauche, crée le régime d'état d'urgence.

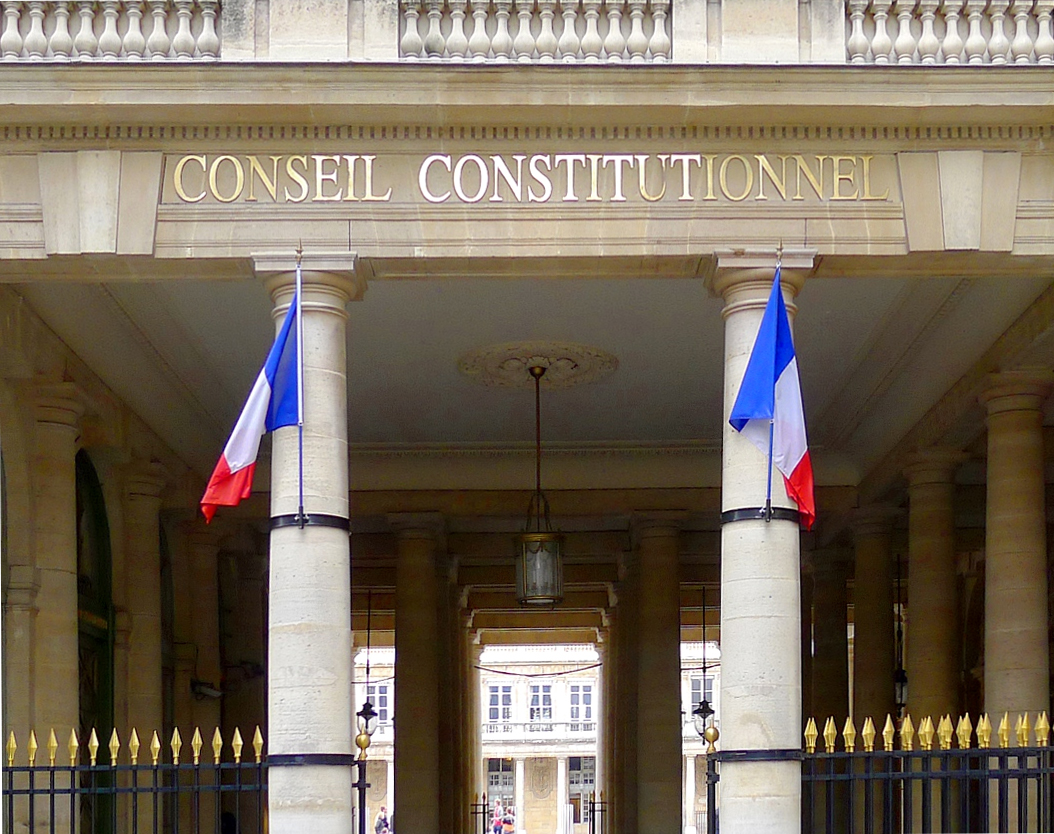
À travers plusieurs questions prioritaires de constitutionnalité, le Conseil constitutionnel a validé l'essentiel des mesures législatives relatives à l’état d’urgence.

Selon la loi de 1955, le régime d'état d'urgence ne pouvait alors être déclaré que par la loi (donc par un vote du Parlement). Puis l'ordonnance du 15 avril 1960 prévoit la déclaration par décret en Conseil des ministres (donc par le président de la République et le Gouvernement) et sa prorogation au-delà de 12 jours par la loi. Ce contrôle du Parlement est inspiré par le régime de l'état de siège,. La loi du 17 mai 2011 de simplification et d'amélioration de la qualité du droit supprime toutes les références à l'Algérie, devenue indépendante.
Après les attentats du 13 novembre 2015 et la déclaration de l’état d’urgence le même jour, la loi du 20 novembre 2015, votée par le Parlement en un temps record de cinq jours, actualise les mesures pouvant être prises, renforce le contrôle du Parlement, supprime le contrôle de la presse et abroge la disposition selon laquelle la juridiction militaire, via un décret d'accompagnement, pouvait « se saisir de crimes, ainsi que des délits qui leur sont connexes ». D’autres modifications sont apportées les lois de prorogations du 21 juillet 2016, du 19 décembre 2016 (votée après l’attentat à Nice), et du 11 juillet 2017 ; et par la loi du 28 février 2017 relative à la sécurité publique ; en particulier pour revoir les points qui ont été déclarés inconstitutionnels,,,,.
Les lois relatives à l’état d'urgence votées sous la Ve République n’ont pas fait l’objet de recours des parlementaires devant le Conseil constitutionnel. Le Conseil constitutionnel a néanmoins pu examiner cette loi à travers plusieurs questions prioritaires de constitutionnalité, portées pour la plupart par Patrice Spinosi. Ainsi, par ses décisions rendues le 22 décembre 2015 et le 19 février 2016, le Conseil déclare la conformité du régime des assignations à résidence à la Constitution, les perquisitions et les restrictions de liberté de réunion,,,.
Certaines dispositions ont fait l’objet de décisions de non conformité, et la loi a été réécrite de manière à mieux garantir les droits. Les non conformités s’appliquent ultérieurement à la décision du Conseil constitutionnel et n’annulent pas les mesures prises avant la décision. Ainsi la copie des données informatiques, introduite par la loi du 20 novembre 2015 est déclarée non conforme par la décision du 19 février 2016, et réécrite par la loi du 21 juillet 2016 et fait l’objet d’une nouvelle non conformité partielle le 2 décembre 2016. De même, les décisions du 9 juin 2017 et du 11 janvier 2018 censurent les possibilités d’instauration de zones de protection et d’interdiction de séjour dans tout ou partie du département par le préfet, selon la rédaction originale de la loi,, ; et ceci est réécrit par la loi du 11 juillet 2017.
La décision du 16 mars 2017 est relative aux modalités de prolongation au-delà de douze mois des assignations à résidence, selon la rédaction issue de la loi du 19 décembre 2016. L’avis du juge des référés du Conseil d’État est supprimé de la loi, au motif que celui-ci peut également se prononcer, en tant que juge administratif, sur la décision du ministre de l’Intérieur,.
La décision du 1er décembre 2017 censure la possibilité (introduite par la loi du 21 juillet 2016) pour le préfet d’autoriser des contrôles d’identité, la fouille des bagages et des véhicules,.

### Projet de constitutionnalisation de 2015-2016
Lors de sa rédaction en 1958, la Constitution de la Ve République mentionne l'état de siège dans son article 36 et les « pouvoirs exceptionnels du président de la République » dans son article 16. L'état d'urgence n'a délibérément pas été mentionné car il n'est pas lié à une guerre étrangère et ne transfère pas les pouvoirs de police exceptionnels aux autorités militaires. De plus, le général de Gaulle ne souhaitait pas soumettre son application au Parlement.
En 1993, le comité consultatif pour la révision de la Constitution présidé par Georges Vedel propose que l'état d'urgence et ses conditions d'application soient définis dans l'article 36. La proposition est rappelée en 2007 par le comité de réflexion et de proposition sur la modernisation et le rééquilibrage des institutions, présidé par Édouard Balladur.
Trois jours après les attentats de novembre 2015, François Hollande reprend cette proposition devant le Parlement réuni en Congrès. Selon le gouvernement, cela permettrait d'introduire de nouvelles mesures dans la loi de 1955 et de garantir que l'état d'urgence et ses conditions d'ouverture ne seront pas excessivement étendus par la loi. Selon les opposants au texte, celui-ci est inutile car l'état d'urgence a été déclaré conforme à la Constitution (voir ci-dessus).
Dans l'avant-projet, il est envisagé d'inscrire l'état d'urgence dans un nouvel article 36-1 de la Constitution, en particulier pour maintenir automatiquement ses effets pendant six mois après sa levée, si la menace restait latente. Dans son avis rendu le 11 décembre 2015, le Conseil d'État estime que la durée de l'état d'urgence ne peut être définie que par la loi. Ces observations sont prises en compte dans le projet de loi constitutionnelle « de protection de la Nation », relative à l'état d'urgence et à la déchéance de la nationalité, présenté en Conseil des ministres le 23 décembre. La loi de 1955 devant être complétée par la suite. Le texte est adopté par l'Assemblée nationale le 10 février 2016 puis par le Sénat le 22 mars. Dans cette dernière version, le texte est significativement modifié par des amendements de la commission des lois (par exemple : suppression de la « calamité publique » ou instauration d'un débat parlementaire obligatoire). Les deux versions, surtout sur la déchéance de nationalité, paraissent inconciliables, et le 30 mars 2016, François Hollande met un terme à ce débat en enterrant le texte.

### Conditions d'applications
Pour pouvoir être utilisée la procédure d'état d'urgence doit répondre à certaines conditions de fond et de formes.
« L'état d'urgence peut être déclaré sur tout ou partie du territoire métropolitain […], soit en cas de péril imminent résultant d'atteintes graves à l'ordre public, soit en cas d'événements présentant, par leur nature et leur gravité, le caractère de calamité publique. »
— Article 1 de la loi du 3 avril 1955
La « calamité publique » renvoie à des catastrophes naturelles.
L'état d'urgence est déclaré par décret en Conseil des ministres qui détermine « la ou les circonscriptions territoriales à l'intérieur desquelles il entre en vigueur ». Un décret simple détermine « les zones où l'état d'urgence recevra application » (c'est-à-dire où seront possibles les mesures les plus sévères),.
L'état d'urgence peut être prorogé au-delà de 12 jours par une loi, qui doit en fixer la durée. Il cesse à la fin du délai prévu, ou par un décret, ou 15 jours après la démission du Gouvernement ou la dissolution de l'Assemblée nationale (art. 4 de la loi du 3 avril 1955). Cette disposition, héritée de la loi sur l'état de siège du 3 avril 1878, est issue directement de la crise du 16 mai 1877, lors de laquelle le maréchal Mac Mahon avait été incité par des royalistes à déclarer l'état de siège pour encadrer les élections, ainsi que du maintien durable de l'état de siège dans certains départements, après la guerre de 1870 (aux législatives de 1876, il reste encore quatre départements soumis à l'état de siège, et ce sont les plus peuplés: Seine, Seine-et-Oise, Rhône et Bouches-du-Rhône, conduisant à des élections privées de liberté de la presse et de rassemblement.). Les élections de 2017 dérogent à cette disposition.
L'état d'urgence et l'état de siège ne peuvent être appliqués simultanément sur un même territoire.

### Effets de l'état d'urgence
Ce paragraphe décrit l'état d'urgence selon la loi du 3 avril 1955 modifiée pour la dernière fois par la décision QPC du 11 janvier 2018.
Les préfets peuvent, dans les circonscriptions où l'état d'urgence est en vigueur, interdire la circulation des personnes ou des véhicules dans les lieux précis et à des heures fixées par arrêté, « dans le but de prévenir des troubles à la sécurité et à l’ordre publics ». Ils peuvent instituer « des zones de protection ou de sécurité où le séjour des personnes est réglementé », interdire de séjour « toute personne à l’égard de laquelle il existe des raisons sérieuses de penser que son comportement constitue une menace pour la sécurité et l’ordre publics ».
Le Gouvernement peut, par décret en Conseil des ministres, dissoudre les associations « qui participent à la commission d'actes portant une atteinte grave à l'ordre public ».
Le ministre de l'Intérieur et les préfets peuvent, dans les circonscriptions où l'état d'urgence est en vigueur, « ordonner la remise des armes de catégories B et C ».
Le ministre de l'Intérieur peut, dans les zones où l'état d'urgence est en application, assigner à résidence toute personne dont « son comportement constitue une menace pour la sécurité et l'ordre publics ». Le ministre peut de plus prescrire l'obligation de se présenter périodiquement aux forces de l'ordre, la remise des pièces d'identité. La durée maximale de l'assignation à résidence est de douze mois. Au-delà, une prolongation est possible sous certaines réserves,. En raison de la mémoire proche des camps de concentration nazis, la loi de 1955 prévoit qu'« en aucun cas, l'assignation à résidence ne pourra avoir pour effet la création de camps où seraient détenues les personnes visées ».
Le ministre de l'Intérieur et les préfets peuvent, dans les zones où l'état d'urgence est en application, « ordonner la fermeture provisoire des salles de spectacle, débits de boissons et lieux de réunion » et interdire « les réunions de nature à provoquer ou à entretenir le désordre », c'est-à-dire en particulier les manifestations.
Le ministre de l'Intérieur et les préfets peuvent, dans les zones où l'état d'urgence est en application, ordonner des perquisitions à domicile. Cette possibilité doit avoir été explicitement prévue par le décret déclarant l'état d'urgence. La perquisition ne peut avoir lieu entre 21 heures et 6 heures, sauf motivation spéciale. Les personnes présentes sur le lieu d'une perquisition peuvent être retenues sur place par l'officier de police judiciaire pendant le temps strictement nécessaire au déroulement de la perquisition. Lorsqu'une perquisition révèle qu'un autre lieu peut constituer une menace, l'autorité administrative peut en autoriser par tout moyen la perquisition. Il peut être accédé aux données numériques. Si la perquisition révèle l'existence d'éléments, notamment informatiques, relatifs à la menace, les données numériques peuvent être saisies soit par leur copie, soit par la saisie de leur support lorsque la copie ne peut être réalisée. L'autorité administrative demande alors au juge des référés du tribunal administratif d'autoriser leur exploitation.
Le ministre de l'Intérieur peut prendre toute mesure pour assurer le blocage des sites internet « provoquant à la commission d'actes de terrorisme ou en faisant l'apologie ».
Le refus de se soumettre peut être passible d'emprisonnement pouvant aller jusqu'à six mois et d'une amende de 7 500 euros, ou les deux.
Ces mesures cessent en même temps que la fin de l'état d'urgence. Elles sont soumises au contrôle du juge administratif (tribunaux administratifs, cours administratives d'appel, Conseil d'État). Le Parlement est informé des mesures prises par le Gouvernement pendant l'état d'urgence. L'autorité judiciaire, qui est la gardienne de la liberté individuelle selon l'article 66 de la Constitution, n'intervient pas dans les procédures d'état d'urgence. Toutefois le procureur de la République est informé de certaines mesures.

## Applications
États d’exception en France depuis 1955
- état d’urgence + pouvoirs exceptionnels
- état d’urgence
- état d’urgence limité à une partie du territoire
- état d’urgence sanitaire
- sortie de l’état d’urgence sanitaire

### Guerre d'Algérie (1954-1962)

#### Toussaint rouge (1955)

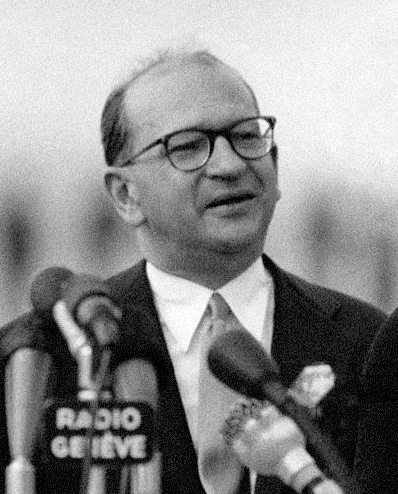
Edgar Faure, président du Conseil du 23 février 1955 au 24 janvier 1956.

Après les actions du FLN 1er novembre 1954, la loi du 3 avril 1955 déclare immédiatement l'application de l'état d'urgence sur le territoire de l'Algérie pour une durée de six mois,. Le rapporteur du projet de loi Jacques Genton déclare alors « Apporter des restrictions à l'exercice des libertés publiques dans une démocratie est une décision grave, à laquelle on ne peut se résigner sans d'impérieux motifs. » L'état d'urgence est prorogé pour six mois le 7 août 1955, puis se conclut 15 jours après la dissolution de l'Assemblée nationale du 1er décembre 1955.
Ainsi, officiellement, le pays n'est pas en guerre, les membres du FLN ne sont pas des combattants, et les personnes arrêtées ne sont pas des prisonniers de guerre[réf. nécessaire].

#### Mouvement du 13 mai 1958
Le 17 mai 1958, après le mouvement du 13 mai à Alger, l'état d'urgence est voté pour trois mois par le Parlement, sur proposition du gouvernement Pierre Pflimlin, sur l'ensemble du territoire métropolitain. À l'Assemblée nationale, le texte est approuvé par 462 votes, dont la moitié des communistes et des socialistes,.
L'application de l'état d'urgence s'arrête quinze jours après la démission du gouvernement Pierre Pflimlin du 1er juin, suivie par la prise de fonction du troisième gouvernement Charles de Gaulle.
Il s'agit alors de protéger l'État face aux partisans de l'Algérie française et leur comité de salut public.[réf. souhaitée]

#### Putsch des généraux (1961-1962)

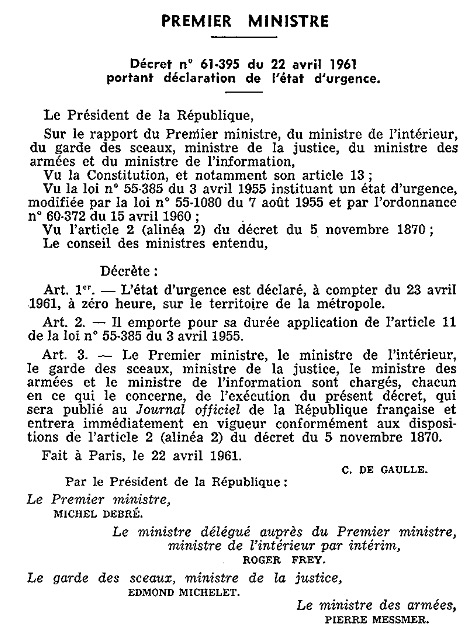
Décret sur l'état d'urgence, 22 avril 1961.

Après le putsch des généraux à Alger, l'état d'urgence est appliqué à partir du 23 avril 1961 par le général de Gaulle sur l'ensemble du territoire métropolitain. Le régime d'exception, instauré pour réprimer les nationalistes algériens en 1955, est finalement utilisé contre leurs adversaires en 1960.
Ces mesures sont accompagnées, pour l'unique fois dans la Ve République, par des « pouvoirs exceptionnels » pris par le président de la République du 23 avril au 29 septembre 1961, en application de l'article 16 de la Constitution,. C'est sous ce régime, et sans contrôle parlementaire que l'état d'urgence est prorogé jusqu'au 15 juillet 1962, que la durée de garde à vue est portée à 15 jours et que l'« internement administratif » est étendu aux partisans de l'Algérie française. Au terme de ces pouvoirs exceptionnels, une ordonnance proroge l'état d'urgence jusqu'au 31 mai 1963
Le 8 février 1962, une manifestation interdite par arrêté préfectoral pris sur la base de l'état d'urgence se termine par la mort de neuf personnes à Paris, à la station de métro Charonne[source insuffisante]. En 1969, le Conseil d'État juge que l'état d'urgence s'est arrêté quinze jours après la dissolution de l'Assemblée nationale le 9 octobre 1962,.

### Outre-mer (1985-1987)
L'état d'urgence est déclaré en Nouvelle-Calédonie et dans ses dépendances le 12 janvier 1985 par le haut-commissaire de la République,. Un délai supérieur à douze jours s'étant écoulé, cet état d'urgence est rétabli à partir du 27 janvier et jusqu'au 30 juin 1985 par la loi du 25 janvier 1985. En réponse à cette action, le parti politique RPR alors dans l'opposition saisit le Conseil constitutionnel sur la base que la Constitution de 1958 ne prévoit pas l'état d'urgence. Le Conseil constitutionnel rejette le recours au motif que la loi de 1955 n'était pas contraire à la Constitution.
L'état d'urgence est déclaré le 29 octobre 1986 sur l'ensemble du territoire des îles de Wallis-et-Futuna par l'administrateur supérieur. Il y a été mis fin à compter du lendemain,.
L'état d'urgence est déclaré le 24 octobre 1987 dans les communes de la subdivision des Îles du Vent en Polynésie française par le haut-commissaire de la République. Il est levé le 5 novembre,.

### Émeutes dans les banlieues (2005)
Le 8 novembre 2005, pour mettre fin aux émeutes dans les banlieues, le président de la République, Jacques Chirac, décrète l'état d'urgence sur le territoire métropolitain. L'état d'urgence est « en application » dans vingt agglomérations et la totalité de l'Île-de-France. Saisi de deux recours le 9 novembre, le juge des référés du Conseil d’État écarte les requêtes par deux ordonnances rendues le 14 novembre.
L'état d'urgence est prorogé de trois mois à compter du 21 novembre 2005, par la loi du 18 novembre 2005, votée avec 202 votes pour et 125 votes contre au Sénat, et avec 346 votes pour et 148 votes contre à l'Assemblée nationale.
Au début de décembre, 74 juristes saisissent le Conseil d'État pour obliger le gouvernement à suspendre ce régime d'exception. Le Conseil d'État juge que, bien que « les circonstances qui ont justifié la déclaration de l'état d'urgence avaient sensiblement évolué », le maintien de l'état d'urgence se justifie par le risque d'incidents lors des fêtes de fin d'année,. Ce risque écarté, l'état d'urgence est ainsi levé par Jacques Chirac à compter du 4 janvier 2006,.
L'état d'urgence a principalement servi à prononcer des couvre-feux dans les agglomérations touchées, alors que les maires possèdent déjà ce pouvoir. Des rassemblements ont aussi été interdits, à Paris et à Lyon,.

### Menace terroriste (2015-2017)

#### Déclaration et prorogations successives de l'état d'urgence

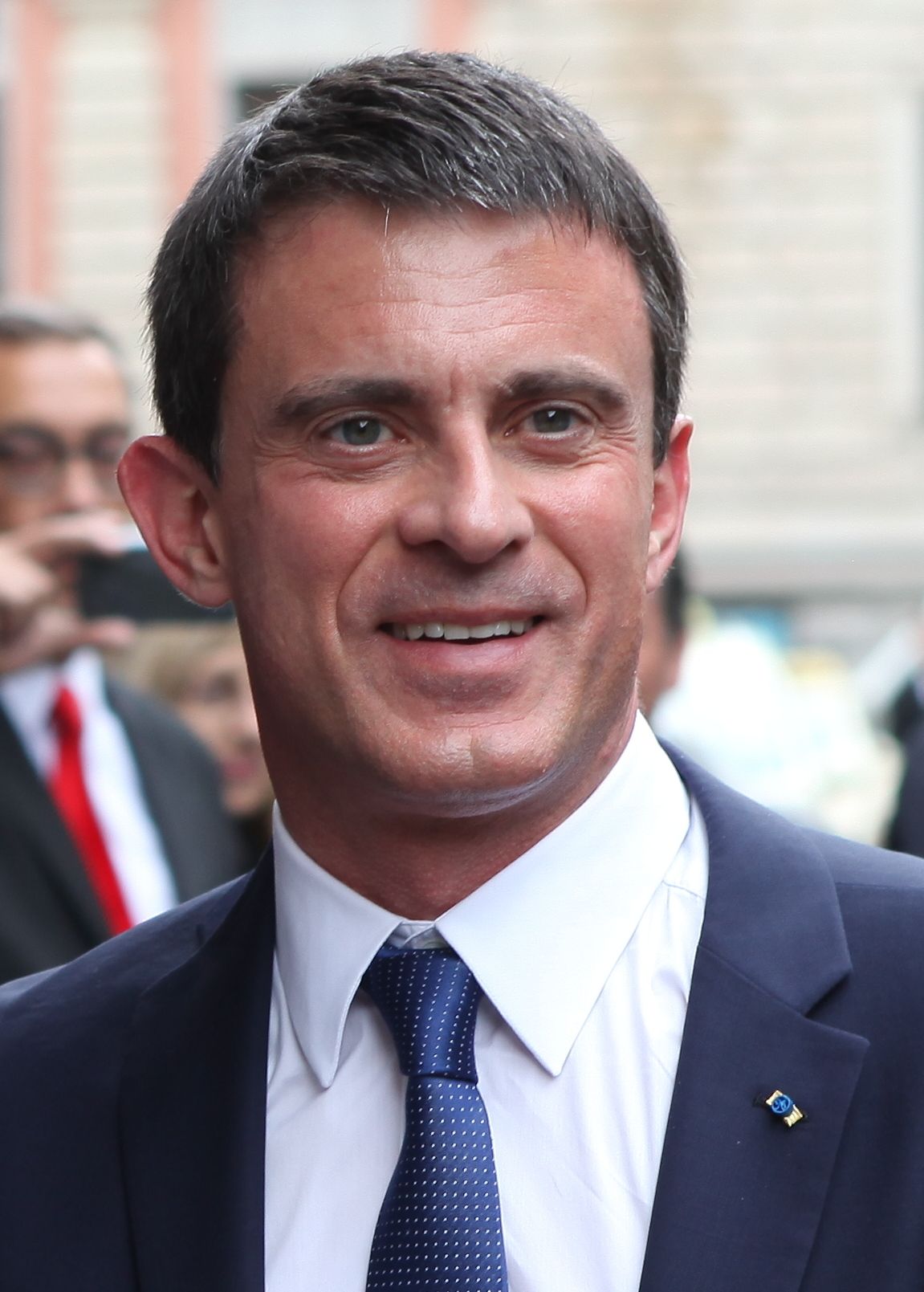
Manuel Valls, Premier ministre du 31 mars 2014 au 6 décembre 2016.

Après les attentats de janvier 2015, les services du Premier ministre rédigent un rapport sur les décisions à prendre dans l'hypothèse d'une attaque de grande ampleur, où l'état d'urgence est mentionné,.
Dans la soirée du 13 novembre 2015, une série de fusillades et d'attaques-suicides meurtrières sont perpétrées à Paris et à Saint-Denis par trois commandos distincts. Alors que la prise d'otages du Bataclan est encore en cours, François Hollande annonce à la télévision l'application de l'état d'urgence,. Le Conseil des ministres est immédiatement réuni et l'état d'urgence est décrété (« en vigueur » et « en application ») sur l'ensemble du territoire métropolitain et la Corse. Le 18 novembre 2015, l'état d'urgence est étendu dans les départements d'outre-mer (Guadeloupe, Martinique, Guyane, La Réunion et Mayotte) et dans deux collectivités d'outre-mer (Saint-Barthélemy et Saint-Martin).
Après trois prorogations, une levée de l’état d’urgence est envisagée fin juillet 2016 après le Championnat d'Europe de football, le Tour de France et la promulgation de la loi renforçant la lutte contre le crime organisé, le terrorisme et leur financement (voir supra). La fin de l'état d'urgence est encore évoquée par François Hollande lors de son allocution présidentielle du 14 Juillet, mais la nuit suivante, après l'attentat commis à Nice, une nouvelle prorogation est annoncée.
Durant la campagne présidentielle de 2017, Jean Lassalle, Jacques Cheminade, Nathalie Arthaud, François Asselineau, Jean-Luc Mélenchon et Philippe Poutou sont les candidats demandant la fin de l'état d'urgence. Quelques mois après son élection, Emmanuel Macron met fin à l'état d'urgence après la promulgation de la loi renforçant la sécurité intérieure et la lutte contre le terrorisme (voir supra).
Ainsi l'état d'urgence a connu plusieurs prorogations successives :
- de trois mois à compter du 26 novembre 2015, par la loi du 20 novembre 2015[4], votée à l'unanimité au Sénat[99], et avec six votes contre à l'Assemblée nationale[100] ;
- de trois mois à compter du 26 février 2016, par la loi du 19 février 2016[101], votée par 315 votes pour et 28 votes contre au Sénat[102] et par 212 votes pour et 31 votes contre à l'Assemblée nationale[103] ;
- de deux mois à compter du 26 mai 2016, par la loi du 20 mai 2016[104], votée par 309 votes pour et 30 votes contre au Sénat[105] et par 46 votes pour et 20 votes contre à l'Assemblée nationale[106] (lors de cette période, les perquisitions ne sont pas autorisées) ;
- de six mois à compter du 26 juillet 2016, par la loi du 21 juillet 2016[5], votée, après réunion de la commission mixte paritaire, par 315 votes pour et 26 votes contre au Sénat[107] et par 87 votes pour et 5 votes contre à l'Assemblée nationale[108], cette période s’achève le 21 décembre en raison de la démission du Gouvernement Manuel Valls (2)[109] ;
- pour une fin prévue le 15 juillet 2017, par la loi du 19 décembre 2016, votée par 288 votes pour et 32 votes contre à l'Assemblée nationale[110] et par 306 votes pour et 28 votes contre au Sénat[111] ; la loi prévoit de plus que les changements de gouvernement consécutifs aux élections présidentielle et législatives ne mettent pas fin à l’état d’urgence[6] ;
- pour une fin prévue le 1er novembre 2017, par la loi du 11 juillet 2017[8] votée par 312 votes pour et 22 votes contre au Sénat[112] et 137 votes pour et 13 votes contre à l'Assemblée nationale[113].

#### Application
| Période                                | Assignations à résidence | Perquisitions | Interdictions de séjour |
| Du 14 novembre 2015 au 25 février 2016 | 400                      | 3594          | 540                     |
| Du 26 février au 25 mai 2016           | 72                       | 3594          | 540                     |
| Du 26 mai au 18 juillet 2016           | 82                       | 0             | 540                     |
| Du 22 juillet au 21 décembre 2016      | 93                       | 591           | 31                      |
| Du 22 décembre 2016 au 16 juillet 2017 | 64                       | 186           | 48                      |
| Du 16 juillet au 30 octobre 2017       | 41                       | 73            | 37                      |

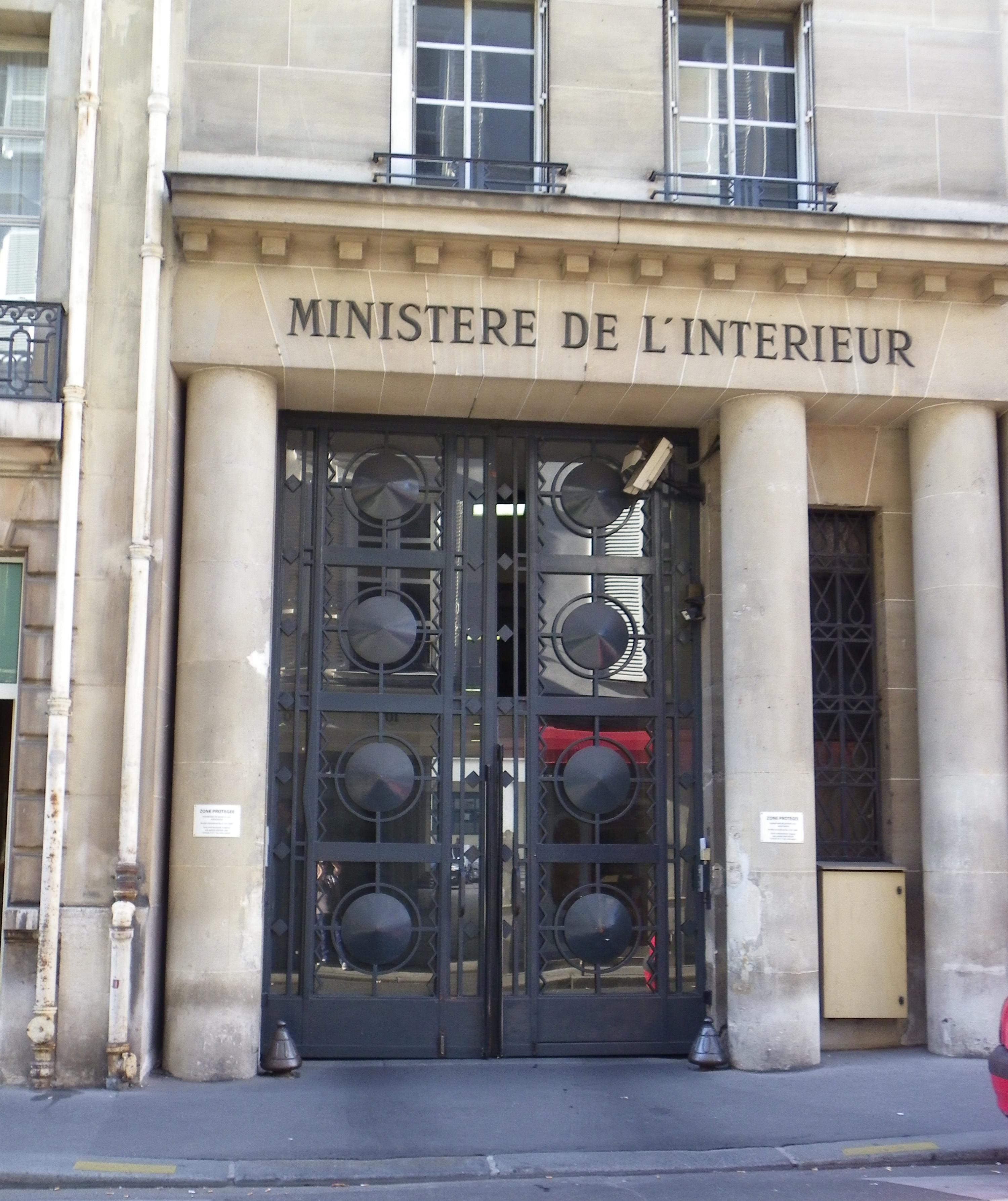
La direction des libertés publiques et des affaires juridiques du ministère de l’Intérieur est responsable du cadre juridique de l’état d’urgence et des arrêtés d’assignation à résidence (sur proposition de l’Unité de coordination de la lutte antiterroriste),,.

Le nombre de mesures est particulièrement important au début de l’état d’urgence, avec 2000 perquisitions entre le 14 et le 30 novembre 2015, 150 assignations à résidence dès la première semaine et 300 au 1er décembre 2016.
Entre le 14 novembre 2015 et le 2 décembre 2016, 670 perquisitions administratives ont abouti à l’ouverture d’une procédure judiciaire dont 25 ont révélé des faits de nature terroriste.
Du 21 juillet au 15 novembre 2016, quinze zones de protection et de sécurité ont été instituées et vingt-et-une interdictions de manifester ont été prises. La remise d’arme et la fermeture provisoire de lieux de réunion sont appliquées de manière marginale et la dissolution d’association (sous le régime juridique de l’état d’urgence) et le blocage de sites Internet n’ont pas été appliquées. Entre juillet 2016 et novembre 2017 environ 5 000 arrêtés préfectoraux – d’une durée maximale de 24 heures – ont été pris autorisant les contrôles d’identité et les fouilles.
Une trentaine de lieux de culte sont fermés en 18 mois en vertu des dispositions de l'état d'urgence et validés par la Justice, comme le cas de la mosquée Al-Rawda de Stains qui avait été fréquentée notamment par les djihadistes Fabien Clain et Adrien Guihal (la voix qui revendique le double assassinat de policiers à Magnanville en 2016 et l'attentat de l'église de Saint-Étienne-du-Rouvray), qui est fermée le 2 novembre 2016 sur ordre du préfet de Seine-Saint-Denis. Cette décision est confirmée le 20 janvier 2017 par le Conseil d'État.
En mai 2017, quelques jours après le second tour de l'élection présidentielle, l’État annonce la réouverture de la mosquée Al-Rawda, des mesures de sécurité exceptionnelles et très strictes ayant été prises par l’équipe dirigeante. L’imam mis en cause par le ministère est écarté et remplacé par un collège de trois imams qui se relaiera pour diriger la prière afin d'« éviter qu’un imam finisse par avoir la mainmise sur le lieu de culte ». Un système de vidéosurveillance doit aussi être installé pour « mieux contrôler l’utilisation des lieux mis à la disposition des fidèles et prévenir ainsi la constitution de groupes incontrôlés, susceptibles de diffuser des messages radicaux ». Une « équipe de vigilance » d’une douzaine de personnes est instituée pour alerter sur les « comportements et les expressions contraires aux valeurs de la République » dans ou aux abords du lieu du culte.

#### Contrôle de l'état d'urgence
Contrôle par la juridiction administrative

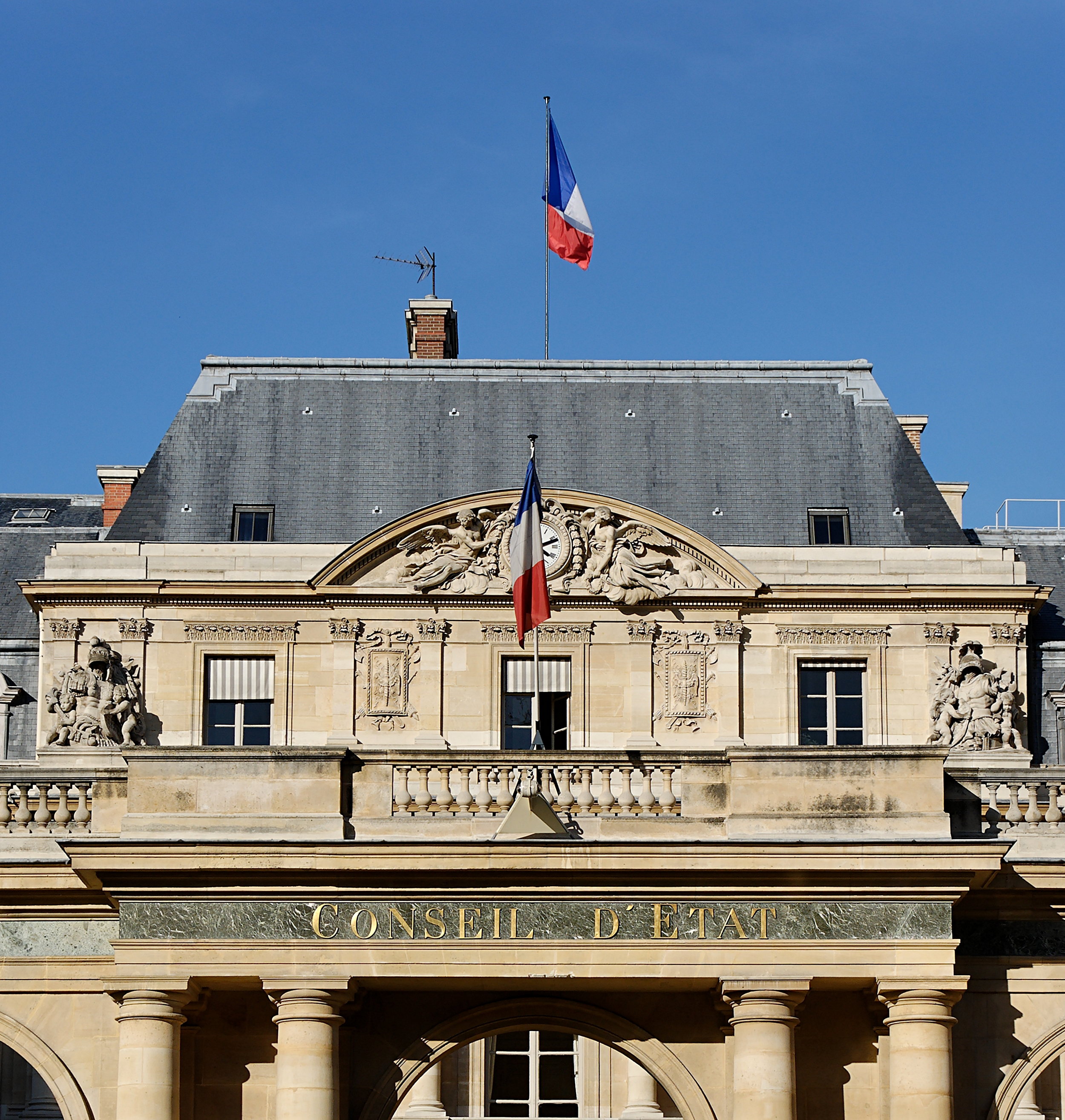
La juridiction administrative peut annuler les mesures prises pendant l’état d’urgence (photo : le Conseil d'État).

Au 26 octobre 2016, la justice administrative a traité les affaires suivantes :
- Sur les assignations à résidence, 233 référés ont été formés dans les tribunaux administratifs (ayant donné lieu à 28 satisfactions partielles ou totales) et 55 procédures d’urgence ont été portées devant le Conseil d’État ; 133 recours au fond ont été jugés par les tribunaux administratifs (ayant donné lieu à 25 satisfactions partielles ou totales). Dans certains cas, les annulations se sont fondés sur un manque d’éléments probants[129],[130].
- Sur les perquisitions, 16 recours au fond ont été jugés par les tribunaux administratifs (ayant donné lieu à 8 satisfactions partielles ou totales).
- Les exploitations des données saisies lors d’une perquisition ont été autorisées à 71 reprises, sur 80 demandes.

En janvier 2016, la Ligue des droits de l'homme saisit le Conseil d'État d'un référé-liberté pour lui demander de suspendre l'état d'urgence ou de l'ordonner au président de la République,. La requête est rejetée par la décision du 27 janvier. Le fait que « le péril imminent qui a conduit, à la suite d'attentats d'une nature et d'une gravité exceptionnelles, à déclarer l'état d'urgence n'a[it] pas disparu (…) le juge des référés du Conseil d'État estime que la décision du Président de la République de ne pas mettre fin à l'état d'urgence ne porte pas d'atteinte grave et manifestement illégale à une liberté fondamentale ».
En novembre 2016, le vice-président du Conseil d’État Jean-Marc Sauvé rappelle que ce régime d’exception « ne peut être renouvelé indéfiniment » et invite en outre le Parlement à « [prendre] position sur la durée maximale des assignations à résidence ».
Le 25 avril 2017, le juge des référés du Conseil d’État, saisi de deux référés-libertés contre des décisions du ministre de l’intérieur prolongeant au-delà d’un an l’assignation à résidence de deux personnes a estimé que ces décisions n’étaient pas illégales,,.
Contrôle parlementaire
La commission des Lois de l'Assemblée nationale met en place un contrôle permanent de l'état d'urgence. Dotée pour l'occasion des compétences attribuées aux commissions d'enquête parlementaire, la commission des lois a la possibilité de demander des documents au ministère de l'Intérieur. Des données sur les mesures administratives sont publiées sur le site de la commission,,. Un comité de suivi de l'état d'urgence existe également au sein de la commission des Lois du Sénat.
Selon la commission d'enquête parlementaire relative aux moyens mis en œuvre pour lutter contre le terrorisme, qui a rendu son rapport le 5 juillet 2016, les perquisitions ont eu un effet déstabilisateur sur les réseaux criminalo-terroristes et ont permis un enrichissement du renseignement. Toutefois, le rapport souligne qu'« en matière antiterroriste, la voie judiciaire reste prépondérante. ». Par exemple l'opération policière du 18 novembre 2015 à Saint-Denis est le fruit d'une enquête judiciaire.
Les députés Dominique Raimbourg (PS) et Jean-Frédéric Poisson (LR) publient le 6 décembre 2015 leur rapport d'information sur le contrôle parlementaire de l’état d’urgence. Ils regrettent l'absence de base constitutionnelle donnée à l'état d'urgence à la suite de l'échec de la révision en ce sens début 2016. Les deux rapporteurs divergent sur la nécessité de prolonger l’état d’urgence : mal nécessaire pour le socialiste, mesure inutile pour son homologue de droite. Ils convergent pour s’inquiéter des multiples prolongations des assignations à résidence,.
Conseil de l’Europe

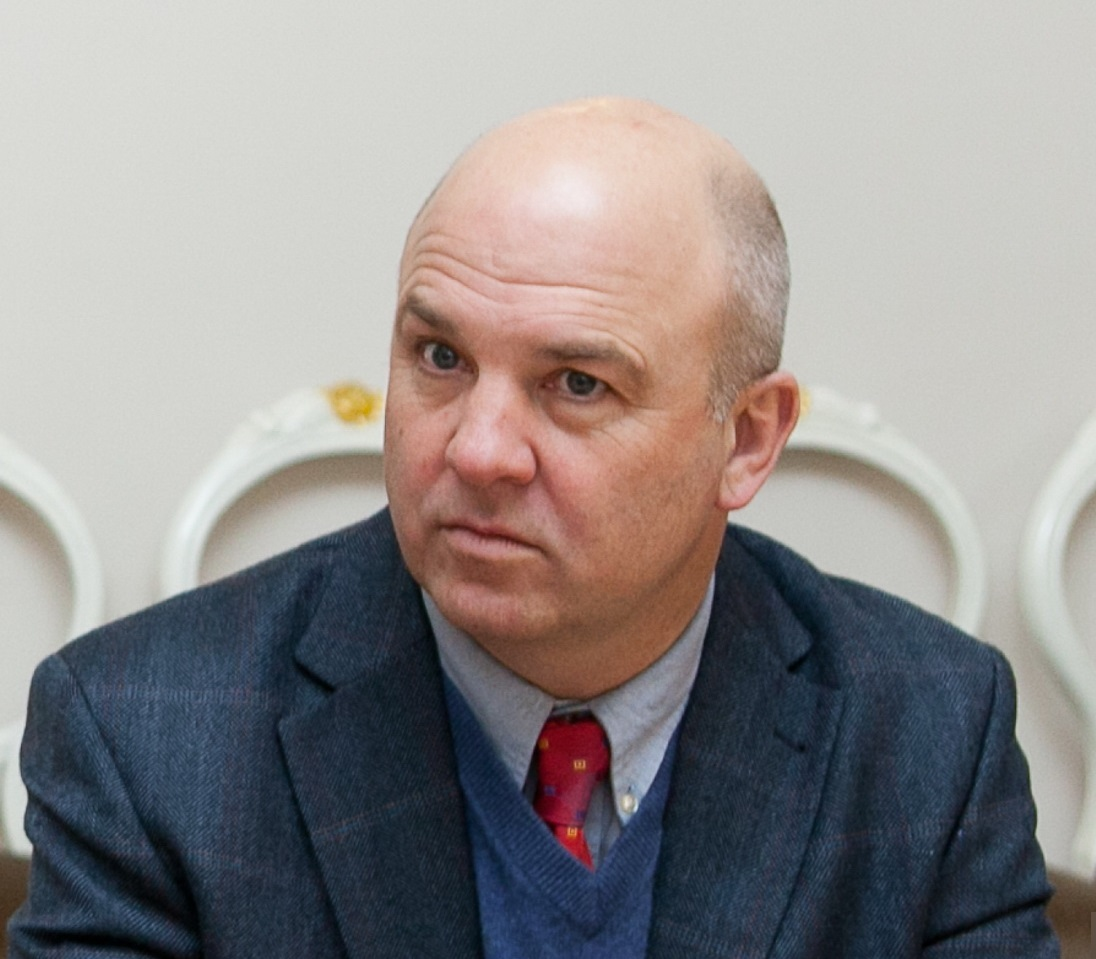
Nils Muižnieks, Commissaire aux droits de l'homme.

Le 24 novembre 2015, la France informe le Conseil de l'Europe qu'elle va « déroger » à la Convention européenne des droits de l'homme (CEDH) en vertu de son article 15. Fin novembre 2016, trois pays dérogent à la CEDH : la France, l'Ukraine et la Turquie. Cette procédure vise à la prévenir d'éventuelles condamnations devant la CEDH. Selon l'ancien président de la Ligue des droits de l'homme Michel Tubiana, cette démarche « n'enlève aucune compétence à la Cour européenne des droits de l'homme pour juger d'éventuelles atteintes aux droits fondamentaux. Simplement, la cour jugera avec plus de souplesse », par exemple dans le cas où une personne visée par une perquisition administrative dans le cadre de l'état d'urgence voudrait en contester le bien-fondé devant la CEDH. Toutefois, une telle procédure ne saurait dispenser de respecter certains droits fondamentaux inaliénables comme l'interdiction de la pratique de la torture. Après un échange fin novembre 2016 avec le Ministre de l'Intérieur Bernard Cazeneuve, le Commissaire aux droits de l'homme du Conseil de l'Europe Nils Muižnieks avertit que « plus l'état d'urgence dure, plus le risque est grand pour la démocratie et les droits de l'Homme. (…) J'ai des doutes sérieux sur [son] efficacité. (…) Les risques de stigmatisation et d'attente à la cohésion sociale sont là ».
Défenseur des droits et Commission nationale consultative des droits de l'homme
Entre le 26 novembre 2015 et le 9 septembre 2016, le Défenseur des droits a reçu 82 réclamations relatives à l’état d’urgence. Cette institution a formulé plusieurs propositions,,.
La Commission nationale consultative des droits de l'homme (CNCDH) a rendu un avis sur le suivi de l’état d’urgence le 18 février 2016. Elle souligne certains débordements des autorités administratives, par exemple lors de perquisitions (enfants terrorisés, menottage, dégradation matérielles) ou par « des détournements de l’état d’urgence, sans lien avec la lutte contre le terrorisme, pour entraver des manifestations d’écologistes, de syndicalistes, et pour lutter contre l’immigration clandestine ; des mesures qui pour l’essentiel sont de nature à stigmatiser une population et une appartenance religieuse ».

#### Contestations

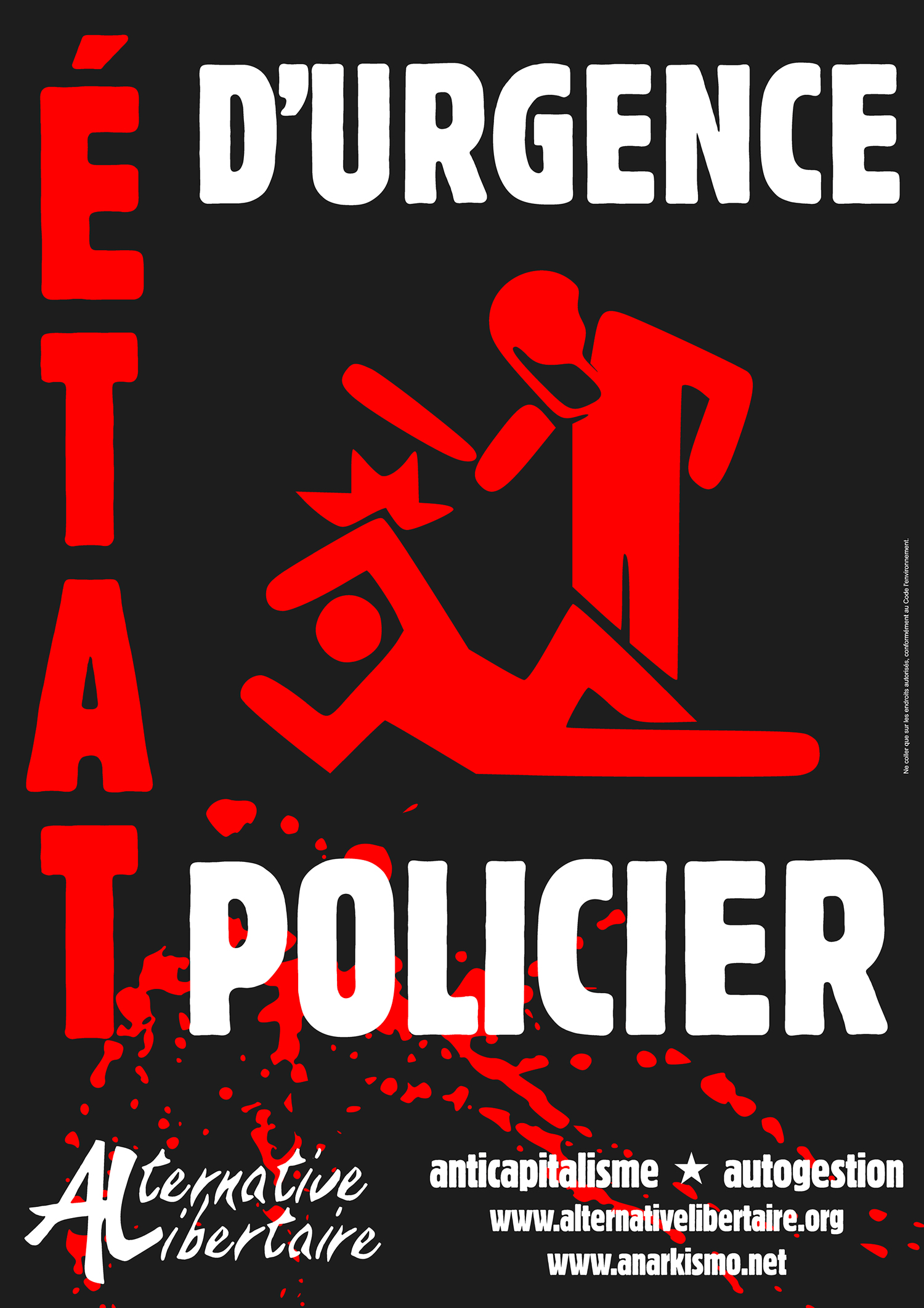
État d'urgence, État policier, affiche d'Alternative libertaire.

À l'approche de la Conférence COP21, les manifestations prévues à Paris sont interdites. Des militants écologistes alternatifs sont visés par des mesures répressives préventives utilisant les mesures étendues permises par l'état d'urgence : assignations à résidence, perquisitions, etc.,. Plusieurs intellectuels français, dont Frédéric Lordon et Julien Salingue, publient dans Libération une tribune appelant à manifester malgré l'interdiction, dénonçant la « mise sous tutelle sécuritaire de la population tout entière ». Le dimanche 29 novembre, un rassemblement est dispersé place de la République. En octobre 2016, dans le livre Un président ne devrait pas dire ça…, François Hollande reconnaît que l'état d'urgence a été un prétexte pour interdire les manifestations des écologistes.
Le 30 novembre, Mediapart publie « L'appel des 58 » à l'initiative de Noël Mamère, Jean-Baptiste Eyraud et Olivier Besancenot. 58 personnalités de différents mouvements, artistes, intellectuels, députés et responsables politiques lancent un appel à la liberté « de se réunir, de parler, de se rassembler et de manifester ses opinions » pendant l'état d'urgence et contre la criminalisation des mouvements sociaux. Elles exigent « la levée des interdictions de manifester »,,.
Dans une motion votée lors de son congrès les 28 et 29 novembre, le Syndicat de la magistrature estime que « la lutte contre le terrorisme est détournée : les interdictions de manifestations, perquisitions et assignations à domicile visent jusqu'aux militants. En mettant en place une répression aveugle et incontrôlée, ces mesures dispersent inutilement des forces de police qui seraient bien mieux employées à la détection et la prévention des projets criminels avérés »,. Le 2 décembre, 333 citoyens, responsables et militants associatifs, syndicaux ou politiques lancent un Appel pour la levée de l'état d'urgence : « Menace contre les libertés individuelles, l'état d'urgence aboutit à un renforcement considérable du caractère autoritaire de la Ve République. […] ce sont […] les moyens d'action, d'organisation, d'expression, sur le terrain social et politique - qui concernent syndicats, partis, associations - qui sont remis en question. […] Le pouvoir se réserve le droit d'interdire tout rassemblement sur la voie publique, ou toute manifestation pour « raison de sécurité ». […] Sous couvert de combattre « le terrorisme », l'état d'urgence fait peser un danger sérieux sur nos libertés démocratiques, individuelles, sociales et politiques et sur la démocratie »,.
Le 28 janvier 2016, un regroupement de juristes a rendu public une étude de la nature et des conséquences juridiques et démocratiques de l'état d'urgence, un document intitulé « L'urgence d'en sortir » et signé, entre autres, par le Syndicat de la magistrature (SM), le Syndicat des avocats de France (SAF), l'Observatoire international des prisons (OIP), La Quadrature du Net (LQDN), le Groupe d'information et de soutien des immigrés (GISTI),.
Le 3 février 2016, Amnesty International publie un rapport sur l'application de l'état d'urgence et demande sa levée le 26 février 2016, déclarant « que des pouvoirs exécutifs étendus, assortis de très peu de contrôles sur leur application, ont causé toute une série de violations des droits humains », « des mesures d'urgence brutales, notamment des perquisitions de nuit et des arrêtés d'assignation à résidence, bafouent les droits de centaines d'hommes, de femmes et d'enfants, qui en ressortent traumatisés et stigmatisés », estime qu'il y a « très peu de résultats concrets » dus à l'état d'urgence, affirmant « 3 242 descentes effectuées au cours des mois précédents » qui ont donné lieu « à quatre enquêtes préliminaires pour des infractions liées au terrorisme et à 21 enquêtes pour le motif d'apologie du terrorisme, aux contours flous », ainsi qu'à « 488 enquêtes supplémentaires ouvertes à la suite de ces perquisitions, mais pour des infractions pénales non liées au terrorisme ». Amnesty International dénonce également, dans un rapport paru le 31 mai 2017, un usage des interdictions de séjour pour des motifs d'ordre public sans rapport avec le terrorisme.
Le député ex-PS Pouria Amirshahi critique l'annonce d'un nouveau prolongement de l'état d'urgence en juillet 2016 « Le Premier ministre indique que cela consiste à déployer des policiers supplémentaires. Ça, en réalité, c’est le plan Vigipirate (…). L’état d’urgence consiste en un débranchement du juge judiciaire (y compris le juge antiterroriste ce qui est un comble !), avec des perquisitions ou des assignations à résidence parfois arbitraires. En effet, ce ne sont plus les "activités" suspectes d’un individu qui déclenchent une opération de police, mais son "comportement". Cette banalisation de l'arbitraire implique la restriction de l’État de droit. Or nous devrions défendre le droit quand Daesh n'est qu'injustice et violences ». Après l'annonce en novembre 2016 par l'exécutif d'un probable renouvellement de l'état d'urgence jusqu'à l'été 2017 pour couvrir la période électorale, le journaliste du Monde Jean-Bapiste Ploquin rappelant que la loi s'applique « en cas de péril imminent résultant d'atteintes graves à l'ordre public ». Il dénonce la difficulté à justifier d'un « péril imminent » deux mois avant l'expiration de son application, et souligne que « la difficulté à s'affranchir de l'état d'urgence n'est ni juridique ni sécuritaire, mais politique ».
Dans son livre Les Dérives de l'état d'urgence, l'avocat William Bourdon estime que « les dérogations à certains droits et libertés peuvent être justifiées et légitimes, et elles l’ont à l’évidence été dans les premiers mois qui ont suivi les attentats du 13 novembre », mais l’état d’urgence « porte en lui des dérives qui seraient autant de germes d’un glissement progressif vers un état d’exception permanent » complété par les menaces sous-tendues par la loi sur le renseignement pour conclure : « Qui peut véritablement et sérieusement penser qu’en cas de longue accalmie on verra des politiques afficher résolument la volonté de détricoter ce qu’ils ont fabriqué ? ». Dans un jugement du 28 juin 2019, le tribunal administratif de Melun prononce une première condamnation de l’État pour assignation à résidence infondée, accordant 3 000 euros de préjudice moral à Halim Abdelmalek, défendu par ses avocats, William Bourdon et Vincent Brengarth. Les trois juges administratifs estiment que « le ministre de l’Intérieur a entaché l’arrêté (…) d’illégalité fautive engageant la responsabilité de l’État ».

### Nouvelle-Calédonie (2024)
Le 15 mai 2024, après trois morts et plusieurs jours d'affrontement en Nouvelle-Calédonie à la suite d'un projet de réforme constitutionnelle qui élargirait le corps électoral, le gouvernement déclare l'état d'urgence sur l'ensemble du territoire de la Nouvelle-Calédonie, avec la possibilité d’ordonner des perquisitions ou de prononcer l’assignation à résidence.
| Période              | Assignations à résidence | Perquisitions | Interdictions de séjour |
| Du 15 au 27 mai 2024 | 29                       | 33            | 22                      |

D’autres mesures prévues par la loi de 1955 ont été employées : l’interdiction de circuler pour les personnes et les véhicules – c’est-à-dire le couvre-feu – et l’interdiction des cortèges sur tout le territoire de la Nouvelle-Calédonie.
L’interdiction de TikTok ne s’est pas fait dans le cadre juridique de l’état d’urgence mais en application de la théorique des circonstances exceptionnelles.
En l’absence de loi de prorogation, l’état d’urgence a pris fin après douze jours, soit le 27 mai 2024.

### Textes législatifs et réglementaires
Régime juridique : Loi no 55-385 du 3 avril 1955 relative à l'état d'urgence
- version initiale
- Lois modificatives (hors lois de prorogation et modifications rédactionnelles)
  - Ordonnance no 60-372 du 15 avril 1960 modifiant certaines dispositions de la loi no 55-385 du 3 avril 1955 instituant un état d'urgence, faisant suite à la loi no 60-101 du 4 février 1960 autorisant le Gouvernement à prendre, par application de l’article 38 de la Constitution, certaines mesures relatives au maintien de l’ordre, à la sauvegarde de l’État, à la pacification et à l’administration de l’Algérie
  - Loi no 2011-525 du 17 mai 2011 de simplification et d'amélioration de la qualité du droit
  - Loi no 2017-258 du 28 février 2017 relative à la sécurité publique
- Constitutionnalité :
  - « Conseil constitutionnel, Décision no 2015-527 QPC du 22 décembre 2015, M. Cédric D. [Assignations à résidence dans le cadre de l'état d'urgence] »
  - « Conseil constitutionnel, Décision no 2016-535 QPC du 19 février 2016, Ligue des droits de l'homme [Police des réunions et des lieux publics dans le cadre de l'état d'urgence] »
  - « Conseil constitutionnel, Décision no 2016-536 QPC du 19 février 2016, Ligue des droits de l'homme [Perquisitions et saisies administratives dans le cadre de l'état d'urgence] »
  - « Conseil constitutionnel, Décision no 2016-567/568 QPC du 23 septembre 2016, M. Georges F. et autre [Perquisitions administratives dans le cadre de l'état d'urgence II] »
  - « Conseil constitutionnel, Décision no 2016-600 QPC du 2 décembre 2016, M. Raïme A. [Perquisitions administratives dans le cadre de l'état d'urgence III] »
  - « Conseil constitutionnel, Décision no 2016-624 QPC du 16 mars 2017, M. Sofiyan I. [Durée maximale de l'assignation à résidence dans le cadre de l'état d'urgence] »
  - « Conseil constitutionnel, Décision no 2017-635 QPC du 9 juin 2017, M. Émile L. [Interdiction de séjour dans le cadre de l'état d'urgence] »
  - « Conseil constitutionnel, Décision no 2017-677 QPC du 1er décembre 2017, Ligue des droits de l'Homme [Contrôles d'identité, fouilles de bagages et visites de véhicules dans le cadre de l'état d'urgence] »
  - « Conseil constitutionnel, Décision no 2017-684 QPC du 11 janvier 2018, Associations La cabane juridique / Legal Shelter et autre sur les zones de protection »
- version consolidée
- Décret no 2018-167 du 7 mars 2018 pris pour application de l'article 6 de la loi no 55-385 du 3 avril 1955 relative à l'état d'urgence et de l'article L. 228-3 du code de la sécurité intérieure, et relatif au placement sous surveillance électronique mobile

Application en 1955
- Loi no 55-385 du 3 avril 1955 relative à l'état d'urgence, article 15
- Loi no 55-1080 du 7 août 1955 relative à la prolongation de l'état d'urgence en Algérie

Application en 1958
- Loi no 58-487 du 17 mai 1958 déclarant l'état d'urgence sur le territoire métropolitain

Application en 1961-1962
- Décret no 61-395 du 22 avril 1961 portant déclaration de l'état d'urgence
- Décret no 61-396 du 22 avril 1961 relatif à l'application de l'état d'urgence
- Décision du 23 avril 1961
- Décision du 24 avril 1961 relative à l'état d'urgence
- Décision du 29 septembre 1961
- Ordonnance no 62-797 du 13 juillet 1962 prorogeant les dispositions des décisions des 24 et 27 avril 1961 et modifiant l'ordonnance no 628-1309 du 23 décembre 1958
- « CE, 25 juin 1969, no 73935 » (fin rétroactive de l’état d’urgence)

Application en 1984
- Loi no 85-96 du 25 janvier 1985 relative à l'état d'urgence en Nouvelle-Calédonie et dépendances
- « Conseil constitutionnel, Décision no 85-187 DC du 25 janvier 1985, Loi relative à l'état d'urgence en Nouvelle-Calédonie et dépendances »

Application en 2005
- Décret no 2005-1386 du 8 novembre 2005 portant application de la loi no 55-385 du 3 avril 1955
- Décret no 2005-1387 du 8 novembre 2005 portant application de la loi no 55-385 du 3 avril 1955
- Loi no 2005-1425 du 18 novembre 2005 prorogeant l'application de la loi no 55-385 du 3 avril 1955
- « CE, 14 novembre 2005, no 286837 » (rejet de la suspension de l'état d'urgence)
- « CE, 9 décembre 2005, Mme A. et autres, no 287777 » (rejet de la suspension de l'état d'urgence)
- Décret no 2006-2 du 3 janvier 2006 mettant fin à l'application de la loi no 55-385 du 3 avril 1955

Application en 2015-2017
- Décret no 2015-1475 du 14 novembre 2015 portant application de la loi no 55-385 du 3 avril 1955
- Décret no 2015-1476 du 14 novembre 2015 portant application de la loi no 55-385 du 3 avril 1955 et décret no 2015-1478 du 14 novembre 2015 modifiant le décret no 2015-1476 du 14 novembre 2015 portant application de la loi no 55-385 du 3 avril 1955
- Décret no 2015-1493 du 18 novembre 2015 portant application outre-mer de la loi no 55-385 du 3 avril 1955
- Décret no 2015-1494 du 18 novembre 2015 portant application outre-mer de la loi no 55-385 du 3 avril 1955
- Loi no 2015-1501 du 20 novembre 2015 prorogeant l'application de la loi no 55-385 du 3 avril 1955 relative à l'état d'urgence et renforçant l'efficacité de ses dispositions
- « CE, 27 janvier 2016, Ligue des droits de l'homme et autres, no 396220 » (refus de la suspension de l'état d'urgence)
- Loi no 2016-162 du 19 février 2016 prorogeant l'application de la loi no 55-385 du 3 avril 1955 relative à l'état d'urgence
- Loi no 2016-629 du 20 mai 2016 prorogeant l’application de la loi no 55-385 du 3 avril 1955 relative à l'état d'urgence
- Loi no 2016-987 du 21 juillet 2016 prorogeant l'application de la loi no 55-385 du 3 avril 1955 relative à l'état d'urgence et portant mesures de renforcement de la lutte antiterroriste
- Loi no 2016-1767 du 19 décembre 2016 prorogeant l'application de la loi no 55-385 du 3 avril 1955 relative à l'état d'urgence
- Loi no 2017-1154 du 11 juillet 2017 prorogeant l'application de la loi no 55-385 du 3 avril 1955 relative à l'état d'urgence

Application en 2024
- Décret no 2024-436 du 15 mai 2024 portant application de la loi n° 55-385 du 3 avril 1955
- Décret no 2024-437 du 15 mai 2024 relatif à l'application de la loi n° 55-385 du 3 avril 1955